# Liste der stillgelegten Eisenbahnstrecken in Bayern
Die Liste der stillgelegten Eisenbahnstrecken in Bayern gibt einen Überblick über Eisenbahnstrecken in Bayern, die nicht mehr im Personenverkehr befahren werden oder stillgelegt wurden.

## Einstellung des Personenverkehrs seit 1950

### 1950er Jahre
| Datum         | Streckenabschnitt              | Strecke                      | Spur- weite mm | G l e i s e | Länge (km) | Zustand 2000 | Zustand 2010 | Bemerkung                         |
| ------------- | ------------------------------ | ---------------------------- | -------------- | ----------- | ---------- | ------------ | ------------ | --------------------------------- |
| 14. Mai 1950  | Görsdorf – Coburg              | Eisenach–Lichtenfels         | 1435           | 1           | 15,4       | abgebaut     | abgebaut     | bis innerdeutsche Grenze          |
| 29. Mai 1952  | Pressig-Rothenkirchen – Tettau | Pressig-Rothenkirchen–Tettau | 1435           | 1           | 16,9       | abgebaut     | abgebaut     |                                   |
| 1. Dez. 1953  | Wolnzach Bf – Geisenfeld       | Wolnzach–Geisenfeld          | 1435           | 1           | 09,3       | abgebaut     | abgebaut     | Teilweise als Radweg oder Feldweg |
| 3. Okt. 1954  | Neuses – Weißenbrunn           | Neuses–Weißenbrunn           | 1435           | 1           | 05,3       | abgebaut     | abgebaut     |                                   |
| 22. Mai 1955  | Bodenwöhr Nord – Nittenau      | Bodenwöhr–Nittenau           | 1435           | 1           | 10,8       | Güterverkehr |              |                                   |
| 22. Mai 1955  | Feucht – Wendelstein           | Feucht–Wendelstein           | 1435           | 1           | 05,3       | abgebaut     | abgebaut     |                                   |
| 2. Okt. 1955  | Kinding – Beilngries           | Eichstätt–Beilngries         | 1435           | 1           | 17,0       | abgebaut     | abgebaut     |                                   |
| Juni 1956     | Gundelfingen – Sontheim        | Gundelfingen–Sontheim        | 1435           | 1           | 08,7       | abgebaut     | abgebaut     |                                   |
| 30. Sep. 1956 | Untersteinach – Stadtsteinach  | Untersteinach–Stadtsteinach  | 1435           | 1           | 4,8        | Güterverkehr |              |                                   |
| 31. Mai 1959  | Beuerberg – Bichl              | München–Bichl                | 1435           | 1           | 13,5       | abgebaut     | abgebaut     |                                   |
| 31. Mai 1959  | Floß – Flossenbürg             | Floß–Flossenbürg             | 1435           | 1           | 06,2       | abgebaut     | abgebaut     | [ 1 ] [ 2 ]                       |
| 4. Okt. 1959  | Rottershausen – Stadtlauringen | Rottershausen–Stadtlauringen | 1435           | 1           | 16,9       | abgebaut     | abgebaut     |                                   |

### 1960er Jahre
| Datum         | Streckenabschnitt                                     | Strecke                             | Spur- weite mm | G l e i s e | Länge (km) | Zustand 2000  | Zustand 2010  | Bemerkung |
| ------------- | ----------------------------------------------------- | ----------------------------------- | -------------- | ----------- | ---------- | ------------- | ------------- | --- |
| 29. Mai 1960  | Pfaffenhausen – Kirchheim                             | Pfaffenhausen–Kirchheim             | 1435           | 1           | 6,9        | abgebaut      | abgebaut      | |
| 29. Mai 1960  | Fünfstetten – Monheim                                 | Fünfstetten–Monheim                 | 1435           | 1           | 5,6        | Güterverkehr  | abgebaut      | |
| 29. Mai 1960  | Eichstätt Stadt – Kinding                             | Eichstätt–Beilngries                | 1000 1435      | 1           | 24,2       | abgebaut      | abgebaut      | |
| 27. Juni 1960 | Gasseldorf – Heiligenstadt                            | Ebermannstadt–Heiligenstadt         | 1435           | 1           | 8,5        | abgebaut      | abgebaut      | |
| 18. Juli 1960 | Greißelbach – Freystadt                               | Greißelbach–Freystadt               | 1435           | 1           | 9,8        | abgebaut      | abgebaut      | |
| 2. Okt. 1960  | Dollnstein – Rennertshofen                            | Dollnstein–Rennertshofen            | 1435           | 1           | 21,0       | abgebaut      | abgebaut      | |
| 2. Okt. 1960  | Dettelbach Bf – Dettelbach Stadt                      | Dettelbach Bahnhof–Dettelbach Stadt | 1435           | 1           | 5,5        | abgebaut      | abgebaut      | |
| 2. Okt. 1960  | Regensburg-Reinhausen – Wörth                         | Walhallabahn                        | 1000           | 1           | 22,0       | abgebaut      | abgebaut      | |
| 2. Okt. 1960  | Tutting – Kößlarn                                     | Tutting–Kößlarn                     | 1435           | 1           | 9,8        | abgebaut      | abgebaut      | |
| 1. Dez. 1960  | Röthenbach – Weiler                                   | Röthenbach–Weiler                   | 1435           | 1           | 5,8        | abgebaut      | abgebaut      | |
| 28. Mai 1961  | Frensdorf – Ebrach                                    | Frensdorf–Ebrach                    | 1435           | 1           | 28,7       | Güterverkehr  |               | abgebaut, jetzt Radweg |
| 19. Juni 1961 | Neunkirchen am Brand – Eschenau                       | Erlangen–Eschenau                   | 1435           | 1           | 6,7        | abgebaut      | abgebaut      | |
| 2. Dez. 1961  | Brannenburg – Waching                                 | Brannenburg–Wendelstein             | 1000           | 1           | 2,3        | abgebaut      | abgebaut      | |
| 1. Juli 1962  | Grafenwöhr Bf – Kirchenthumbach                       | Pressath–Kirchenthumbach            | 1435           | 1           | 15,2       | abgebaut      | abgebaut      | |
| 1. Juli 1962  | Drahthammer – Lauterhofen                             | Amberg–Lauterhofen                  | 1435           | 1           | 26,0       | abgebaut      | abgebaut      | Teilweise Radweg |
| 1. Juli 1962  | Aufhausen – Kröhstorf                                 | Aufhausen–Kröhstorf                 | 1435           | 1           | 14,6       | abgebaut      | abgebaut      | Radweg |
| 30. Sep. 1962 | Vilshofen – Aidenbach                                 | Vilshofen–Aidenbach                 | 1435           | 1           | 12,5       | abgebaut      | abgebaut      | Radweg |
| 30. Sep. 1962 | Vilshofen – Blindham                                  | Vilshofen–Ortenburg                 | 1435           | 1           | 6,7        | Güterverkehr  | Güterverkehr  | |
| 30. Sep. 1962 | Blindham – Ortenburg                                  | Vilshofen–Ortenburg                 | 1435           | 1           | 4,3        | abgebaut      | abgebaut      | Radweg |
| 18. Feb. 1963 | Erlangen – Neunkirchen am Brand                       | Erlangen–Eschenau                   | 1435           | 1           | 12,3       | abgebaut      | abgebaut      | |
| 26. Mai 1963  | Marktoberdorf – Lechbruck                             | Marktoberdorf–Lechbruck             | 1435           | 1           | 22,3       | abgebaut      | abgebaut      | Radweg |
| 26. Mai 1963  | Waldkirchen – Jandelsbrunn                            | Waldkirchen–Haidmühle               | 1435           | 1           | 8,5        | außer Betrieb | abgebaut      | Radweg |
| 26. Mai 1963  | Jandelsbrunn – Haidmühle                              | Waldkirchen–Haidmühle               | 1435           | 1           | 16,8       | abgebaut      | abgebaut      | |
| 29. Sep. 1963 | Hörpolding – Traunreut                                | Traun-Alz-Bahn                      | 1435           | 1           | 2,9        | Güterverkehr  |               | ab 10. Dezember 2006 wieder SPNV |
| 31. Mai 1964  | München Isartalbahnhof – Großhesselohe Isartalbahnhof | München–Bichl                       | 1435           | 1           | 5,9        | außer Betrieb | abgebaut      | teilweise Radweg |
| 27. Sep. 1964 | Landau – Arnstorf                                     | Landau–Arnstorf                     | 1435           | 1           | 25,4       | abgebaut      | abgebaut      | Radweg |
| 27. Sep. 1964 | Kellmünz – Babenhausen                                | Kellmünz–Babenhausen                | 1435           | 1           | 10,3       | außer Betrieb |               | |
| 25. Sep. 1965 | Erlau – Obernzell                                     | Erlau–Wegscheid                     | 1435           | 1           | 4,9        | Güterverkehr  | außer Betrieb | |
| 25. Sep. 1965 | Obernzell – Wegscheid                                 | Erlau–Wegscheid                     | 1435           | 1           | 15,3       | abgebaut      | abgebaut      | |
| 1. Mai 1966   | Berchtesgaden Königsseer Bf – Königssee               | Berchtesgaden–Königssee             | 1435           | 1           | 4,3        | abgebaut      | abgebaut      | |
| 26. Juni 1966 | Senden – Weißenhorn                                   | Senden–Weißenhorn                   | 1435           | 1           | 9,6        | Güterverkehr  |               | ab 15. Dezember 2013 wieder SPNV |
| 1. Juli 1966  | Amberg – Schmidmühlen                                 | Amberg–Schmidmühlen                 | 1435           | 1           | 23,7       | abgebaut      | abgebaut      | Radweg |
| 25. Sep. 1966 | Röthenbach – Lindenberg im Allgäu                     | Röthenbach–Scheidegg                | 1435           | 1           | 6,5        | außer Betrieb | abgebaut      | |
| 25. Sep. 1966 | Lindenberg im Allgäu – Scheidegg                      | Röthenbach–Scheidegg                | 1435           | 1           | 3,4        | abgebaut      | abgebaut      | |
| 25. Sep. 1966 | Dinkelscherben – Thannhausen                          | Dinkelscherben–Thannhausen          | 1435           | 1           | 13,9       | Güterverkehr  | abgebaut      | |
| 28. Nov. 1966 | Leutershausen-Wiedersbach – Bechhofen                 | Leutershausen-Wiedersbach–Bechhofen | 1435           | 1           | 22,7       | abgebaut      | abgebaut      | |
| 30. Jan. 1967 | Bieberehren – Creglingen                              | Bieberehren–Creglingen              | 1435           | 1           | 6,0        | außer Betrieb | abgebaut      | |
| 1. Feb. 1967  | Maxhütte-Haidhof – Burglengenfeld                     | Haidhof–Burglengenfeld              | 1435           | 1           | 6,9        | Güterverkehr  |               | |
| 1. Feb. 1967  | Sinzing – Alling                                      | Sinzing–Alling                      | 1435           | 1           | 4,2        | abgebaut      | abgebaut      | |
| 1. Feb. 1967  | Beilngries – Dietfurt                                 | Neumarkt–Dietfurt                   | 1435           | 1           | 10,0       | abgebaut      | abgebaut      | |
| 25. Mai 1968  | Obernburg-Elsenfeld – Heimbuchenthal                  | Obernburg-Elsenfeld–Heimbuchenthal  | 1435           | 1           | 16,8       | abgebaut      | abgebaut      | |
| 25. Mai 1968  | Dorfen Bf – Velden                                    | Dorfen–Velden                       | 1435           | 1           | 20,5       | Güterverkehr  | abgebaut      | Radweg |
| 25. Mai 1968  | Bad Endorf – Obing                                    | Bad Endorf–Obing                    | 1435           | 1           | 18,5       | Güterverkehr  |               | Reaktivierung im Juli 2005 mit privatisierter Betriebsgenehmigung |
| 25. Mai 1968  | Übersee – Marquartstein                               | Übersee–Marquartstein               | 1435           | 1           | 8,0        | abgebaut      | abgebaut      | |
| 29. Sep. 1968 | Seligenstadt – Volkach                                | Seligenstadt-Volkach                | 1435           | 1           | 10,6       | außer Betrieb |               | reaktiviert im Freizeitverkehr 2003 |
| 29. Sep. 1968 | Eggmühl – Langquaid                                   | Eggmühl–Langquaid                   | 1435           | 1           | 10,3       | Güterverkehr  |               | seit 19__ Museumsbetrieb |
| 29. Sep. 1968 | Thann-Matzbach – Haag                                 | Thann-Matzbach–Haag                 | 1435           | 1           | 18,1       | abgebaut      | abgebaut      | Teilweise Radweg |
| 1. Juni 1969  | Wolnzach Bf – Mainburg                                | Wolnzach–Mainburg                   | 1435           | 1           | 23,3       | außer Betrieb | abgebaut      | Von Wolnzach Bf bis Jebertshausen sind die Gleise noch vorhanden |
| 1. Juni 1969  | Simbach am Inn – Tutting                              | Simbach–Pocking                     | 1435           | 1           | 19,5       | abgebaut      | abgebaut      | |
| 1. Juni 1969  | Tutting – Pocking                                     | Simbach–Pocking                     | 1435           | 1           | 8,9        | Güterverkehr  | abgebaut      | |
| 27. Sep. 1969 | Unterzolling – Au in der Hallertau                    | Langenbach–Enzelhausen              | 1435           | 1           | 17,6       | abgebaut      | abgebaut      | Radweg |
| 27. Sep. 1969 | Au in der Hallertau – Enzelhausen                     | Langenbach–Enzelhausen              | 1435           | 1           | 3,9        | Güterverkehr  |               | Restgleise oder Abgebaut |
| 27. Sep. 1969 | Georgensgmünd – Spalt                                 | Georgensgmünd–Spalt                 | 1435           | 1           | 6,9        | außer Betrieb | abgebaut      | |
| 27. Sep. 1969 | Frontenhausen-Marklkofen – Pilsting                   | Mühldorf–Pilsting                   | 1435           | 1           | 18,4       | abgebaut      | abgebaut      | von Frontenhausen-Marklkofen bis Poxau Wurde Die Trasse zu einer Straße umgebaut, von Steinberg-Warth bis Mamming erkennt man an einigen stellen die Alten Brückenpfeiler |
| 27. Sep. 1969 | Wiesmühl – Tittmoning                                 | Wiesmühl–Tittmoning                 | 1435           | 1           | 6,0        | abgebaut      | abgebaut      | |
| 13. Dez. 1969 | Bodenwöhr Nord – Neunburg vorm Wald                   | Bodenwöhr–Rötz                      | 1435           | 1           | 10,7       | außer Betrieb | abgebaut      | |
| 13. Dez. 1969 | Neunburg vorm Wald – Rötz                             | Bodenwöhr–Rötz                      | 1435           | 1           | 17,8       | abgebaut      | abgebaut      | |

### 1970er Jahre
| Datum         | Streckenabschnitt                              | Strecke                                | Spur- weite mm | G l e i s e | Länge (km) | Zustand 2000  | Zustand 2010       | Bemerkung                                                                |
| ------------- | ---------------------------------------------- | -------------------------------------- | -------------- | ----------- | ---------- | ------------- | ------------------ | ------------------------------------------------------------------------ |
| 31. Jan. 1970 | Ranna – Auerbach                               | Ranna–Auerbach                         | 1435           | 1           | 8,1        | abgebaut      | abgebaut           |                                                                          |
| 31. Mai 1970  | Grafing Bf – Glonn                             | Grafing–Glonn                          | 1435           | 1           | 10,6       | abgebaut      | abgebaut           |                                                                          |
| 27. Sep. 1970 | Passau – Erlau                                 | Passau-Voglau–Hauzenberg               | 1435           | 1           | 13,5       | Güterverkehr  | außer Betrieb      | Abschnitt Passau-Voglsau-Passau-Rosenau ab August 2020 wieder in Betrieb |
| 27. Sep. 1970 | Erlau – Hauzenberg                             | Passau-Voglau–Hauzenberg               | 1435           | 1           | 11,6       | außer Betrieb | außer Betrieb      |                                                                          |
| 27. Sep. 1970 | Neumarkt-Sankt Veit – Frontenhausen-Marklkofen | Mühldorf–Pilsting                      | 1435           | 1           | 25,4       | Güterverkehr  | Güterverkehr       | stillgelegt 2018, Soll Nach 2025 wieder in Betrieb gehen                 |
| 27. Sep. 1970 | Landl (Oberbayern) – Rohrdorf (am Inn)         | Landl (Oberbay) Abzw–Frasdorf          | 1435           | 1           | 10,4       | Güterverkehr  |                    | elektrischer betrieb                                                     |
| 27. Sep. 1970 | Rohrdorf (am Inn) – Frasdorf                   | Landl (Oberbay) Abzw–Frasdorf          | 1435           | 1           | 8,7        | abgebaut      | abgebaut           |                                                                          |
| 22. Mai 1971  | Mellrichstadt Bf – Mühlfeld                    | Schweinfurt–Meiningen                  | 1435           | 1           | 5,0        | in Betrieb    | in Betrieb         | reaktiviert ab 28. September 1991                                        |
| 25. Sep. 1971 | Rothenburg – Dombühl                           | Steinach bei Rothenburg–Dombühl        | 1435           | 1           | 25,6       | abgebaut      | abgebaut           | Radweg                                                                   |
| 25. Sep. 1971 | Münchberg – Zell                               | Münchberg–Zell                         | 1435           | 1           | 10,2       | abgebaut      | abgebaut           |                                                                          |
| 25. Sep. 1971 | Großhabersdorf – Unternbibert-Rügland          | Nürnberg-Stein–Unternbibert-Rügland    | 1435           | 1           | 14,3       | abgebaut      | abgebaut           |                                                                          |
| 28. Mai 1972  | Reuth – Erbendorf Nord                         | Reuth–Erbendorf                        | 1435           | 1           | 6,5        | außer Betrieb | abgebaut           |                                                                          |
| 28. Mai 1972  | Wolfratshausen – Beuerberg                     | München–Bichl                          | 1435           | 1           | 10,7       | abgebaut      | abgebaut           |                                                                          |
| 28. Mai 1972  | Memmingen – Legau                              | Memmingen–Legau                        | 1435           | 1           | 16,9       | abgebaut      | abgebaut           |                                                                          |
| 28. Mai 1972  | Ingolstadt Nord – Altmannstein                 | Ingolstadt–Riedenburg                  | 1435           | 1           | 18,3       | außer Betrieb | abgebaut           |                                                                          |
| 28. Mai 1972  | Altmannstein – Riedenburg                      | Ingolstadt–Riedenburg                  | 1435           | 1           | 10,4       | abgebaut      | abgebaut           |                                                                          |
| 28. Mai 1972  | Thalmässing – Greding                          | Roth–Greding                           | 1435           | 1           | 11,8       | abgebaut      | abgebaut           |                                                                          |
| 28. Mai 1972  | Kirchenlamitz Ost – Weißenstadt                | Kirchenlamitz–Weißenstadt              | 1435           | 1           | 12,1       | Güterverkehr  | abgebaut           |                                                                          |
| 1. Okt. 1972  | Burggrub – Stockheim                           | Sonneberg–Stockheim                    | 1435           | 1           | 3,9        | abgebaut      | abgebaut           |                                                                          |
| 1. Okt. 1972  | Eging – Kalteneck                              | Deggendorf–Kalteneck                   | 1435           | 1           | 20,7       | abgebaut      | abgebaut           | Radweg                                                                   |
| 1. Okt. 1972  | Kaufbeuren – Schongau                          | Kaufbeuren–Schongau                    | 1435           | 1           | 31,1       | abgebaut      | abgebaut           |                                                                          |
| 1. Okt. 1972  | Ungerhausen – Ottobeuren                       | Ungerhausen–Ottobeuren                 | 1435           | 1           | 10,7       | außer Betrieb | abgebaut           |                                                                          |
| 3. Juni 1973  | Bayreuth Altstadt – Thurnau                    | Bayreuth Altstadt–Kulmbach             | 1435           | 1           | 21,0       | abgebaut      | abgebaut           |                                                                          |
| 3. Juni 1973  | Burgthann – Allersberg                         | Burgthann–Allersberg                   | 1435           | 1           | 14,8       | abgebaut      | abgebaut           |                                                                          |
| 3. Juni 1973  | Langenbach – Anglberg                          | Langenbach–Enzelhausen                 | 1435           | 1           | 5,5        | Güterverkehr  | Güterverkehr       | Strecke endet in einem Biomasseheizkraftwerk                             |
| 3. Juni 1973  | Anglberg – Unterzolling                        | Langenbach–Enzelhausen                 | 1435           | 1           | 1,7        | außer Betrieb | abgebaut           | Der Bahnhof Unterzolling wurde zu einem Garten umgebaut                  |
| 30. Sep. 1973 | Falls – Gefrees                                | Falls–Gefrees                          | 1435           | 1           | 5,3        | Güterverkehr  |                    |                                                                          |
| 30. Sep. 1973 | Naila – Schwarzenbach am Wald                  | Naila–Schwarzenbach                    | 1435           | 1           | 9,9        | außer Betrieb |                    |                                                                          |
| 30. Sep. 1973 | Bad Aibling – Feilnbach                        | Bad Aibling–Feilnbach                  | 1435           | 1           | 12,1       | abgebaut      | abgebaut           |                                                                          |
| 26. Mai 1974  | Aschaffenburg Süd – Nilkheim                   | Aschaffenburg–Höchst (Odenwald)        | 1435           | 1           | 3,8        | Güterverkehr  |                    |                                                                          |
| 26. Mai 1974  | Nilkheim – Großostheim                         | Aschaffenburg–Höchst (Odenwald)        | 1435           | 1           | 4,7        | außer Betrieb | abgebaut           |                                                                          |
| 26. Mai 1974  | Großostheim – Neustadt                         | Aschaffenburg–Höchst (Odenwald)        | 1435           | 1           | 29,8       | abgebaut      | abgebaut           |                                                                          |
| 26. Mai 1974  | Schlömen – Lanzendorf                          | Schlömen–Bischofsgrün                  | 1435           | 1           | 6,8        | Güterverkehr  | abgebaut           |                                                                          |
| 26. Mai 1974  | Lanzendorf – Küfner                            | Schlömen–Bischofsgrün                  | 1435           | 1           | 7,1        | außer Betrieb | abgebaut           |                                                                          |
| 26. Mai 1974  | Küfner – Bischofsgrün                          | Schlömen–Bischofsgrün                  | 1435           | 1           | 7,1        | abgebaut      | abgebaut           |                                                                          |
| 26. Mai 1974  | Landshut – Rottenburg                          | Landshut–Rottenburg                    | 1435           | 1           | 27,5       | Güterverkehr  | Teilweise abgebaut | Der halbe teil wurde als Museumsbahn umgebaut                            |
| 29. Sep. 1974 | Bayreuth Hbf – Bayreuth-†Altstadt              | Bayreuth–Hollfeld                      | 1435           | 1           | 5,3        | Güterverkehr  | abgebaut           |                                                                          |
| 29. Sep. 1974 | Bayreuth-†Altstadt – Hollfeld                  | Bayreuth–Hollfeld                      | 1435           | 1           | 25,8       | abgebaut      | abgebaut           |                                                                          |
| 29. Sep. 1974 | Hilpoltstein – Thalmässing                     | Roth–Greding                           | 1435           | 1           | 16,4       | Güterverkehr  | abgebaut           |                                                                          |
| 29. Sep. 1974 | Ochsenfurt – Röttingen                         | Ochsenfurt–Weikersheim                 | 1435           | 1           | 28,4       | außer Betrieb | abgebaut           |                                                                          |
| 29. Sep. 1974 | Röttingen – Weikersheim                        | Ochsenfurt–Weikersheim                 | 1435           | 1           | 8,1        | abgebaut      | abgebaut           |                                                                          |
| 1. Juni 1975  | Ebersdorf – Fürth am Berg                      | Ebersdorf b. Coburg–Neustadt b. Coburg | 1435           | 1           | 22,9       | abgebaut      | abgebaut           |                                                                          |
| 1. Juni 1975  | Floß – Vohenstrauß                             | Neustadt (Waldnaab)–Eslarn             | 1435           | 1           | 15,3       | außer Betrieb | abgebaut           |                                                                          |
| 1. Juni 1975  | Vohenstrauß – Eslarn                           | Neustadt (Waldnaab)–Eslarn             | 1435           | 1           | 24,6       | abgebaut      | abgebaut           |                                                                          |
| 28. Sep. 1975 | Breitengüßbach – Dietersdorf                   | Breitengüßbach–Dietersdorf             | 1435           | 1           | 31,8       | abgebaut      | abgebaut           |                                                                          |
| 28. Sep. 1975 | Holenbrunn – Leupoldsdorf                      | Holenbrunn–Leupoldsdorf                | 1435           | 1           | 10,6       | außer Betrieb | abgebaut           |                                                                          |
| 28. Sep. 1975 | Tirschenreuth – Liebenstein                    | Wiesau–Bärnau                          | 1435           | 1           | 5,0        | außer Betrieb | abgebaut           |                                                                          |
| 28. Sep. 1975 | Liebenstein – Bärnau                           | Wiesau–Bärnau                          | 1435           | 1           | 10,3       | abgebaut      | abgebaut           |                                                                          |
| 30. Mai 1976  | Lohr Stadt – Wertheim                          | Lohr–Wertheim                          | 1435           | 1           | 35,4       | abgebaut      | abgebaut           |                                                                          |
| 30. Mai 1976  | Neustadt (Aisch) Bf – Demantsfürth-Uehlfeld    | Neustadt (Aisch)–Demantsfürth-Uehlfeld | 1435           | 1           | 15,4       | außer Betrieb | abgebaut           |                                                                          |
| 30. Mai 1976  | Waigolshausen – Wernfeld                       | Waigolshausen–Wernfeld                 | 1435           | 1           | 36,7       | Güterverkehr  |                    |                                                                          |
| 30. Mai 1976  | Mellrichstadt Bf – Fladungen                   | Mellrichstadt–Fladungen                | 1435           | 1           | 18,4       | Güterverkehr  |                    | seit 1996 Museumsbahnbetrieb                                             |
| 30. Mai 1976  | Bad Neustadt (Saale) – Königshofen (Grabfeld)  | Bad Neustadt–Bad Königshofen           | 1435           | 1           | 23,2       | abgebaut      | abgebaut           |                                                                          |
| 30. Mai 1976  | Ebermannstadt – Behringersmühle                | Forchheim–Behringersmühle              | 1435           | 1           | 15,9       | Güterverkehr  |                    | seit 1980 Museumsbetrieb der Dampfbahn Fränkische Schweiz                |
| 30. Mai 1976  | Kronach – Wallenfels                           | Kronach–Nordhalben                     | 1435           | 1           | 11,0       | Güterverkehr  |                    |                                                                          |
| 30. Mai 1976  | Wallenfels – Nordhalben                        | Kronach–Nordhalben                     | 1435           | 1           | 13,9       | außer Betrieb |                    | seit 2007 Museumsbetrieb zwischen Steinwiesen und Nordhalben             |
| 30. Mai 1976  | Selbitz – Helmbrechts                          | Selbitz–Helmbrechts                    | 1435           | 1           | 10,2       | abgebaut      | abgebaut           |                                                                          |
| 30. Mai 1976  | Pressath – Grafenwöhr Bf                       | Pressath–Kirchenthumbach               | 1435           | 1           | 5,5        | Güterverkehr  |                    |                                                                          |
| 30. Mai 1976  | Neusorg – Fichtelberg                          | Neusorg–Fichtelberg                    | 1435           | 1           | 14,7       | abgebaut      | abgebaut           |                                                                          |
| 30. Mai 1976  | Nabburg – Stulln                               | Nabburg–Schönsee                       | 1435           | 1           | 2,9        | Güterverkehr  | abgebaut           |                                                                          |
| 30. Mai 1976  | Stulln – Lind                                  | Nabburg–Schönsee                       | 1435           | 1           | 30,0       | außer Betrieb | abgebaut           |                                                                          |
| 30. Mai 1976  | Lind – Schönsee                                | Nabburg–Schönsee                       | 1435           | 1           | 17,0       | abgebaut      | abgebaut           |                                                                          |
| 30. Mai 1976  | Amberg – Schnaittenbach                        | Amberg–Schnaittenbach                  | 1435           | 1           | 21,5       | Güterverkehr  |                    |                                                                          |
| 1. Juni 1977  | Abz. zum Hbf Miltenberg                        | Aschaffenburg–Wertheim                 | 1435           | 1           | 1,4        |               |                    |                                                                          |
| 1. Juni 1977  | Lohr Bf – Lohr Stadt                           | Lohr–Wertheim                          | 1435           | 1           | 1,7        | Güterverkehr  |                    |                                                                          |
| 1. Juni 1977  | Strullendorf – Schlüsselfeld                   | Frensdorf–Schlüsselfeld                | 1435           | 1           | 31,7       | Güterverkehr  |                    |                                                                          |

### 1980er Jahre
| Datum         | Streckenabschnitt                                                          | Strecke                             | Spur- weite mm | G l e i s e | Länge (km) | Zustand 2000  | Zustand 2010            | Bemerkung |
| ------------- | -------------------------------------------------------------------------- | ----------------------------------- | -------------- | ----------- | ---------- | ------------- | ----------------------- | --- |
| 31. Mai 1981  | Kitzingen-Etwashausen – Gerolzhofen                                        | Kitzingen–Schweinfurt               | 1435           | 1           | 27,6       | Güterverkehr  | außer Betrieb           | |
| 1980          | Nürnberg-Nordost – Eichelberg (Anschluss an die Bahnstrecke Nürnberg–Cheb) |                                     | 1435           | 1           | 5          | abgebaut      | abgebaut                | |
| 1981          | Breitengüßbach – Dietersdorf                                               | Breitengüßbach–Dietersdorf          | 1435           | 1           | 32         | abgebaut      | abgebaut                | |
| 1982          | Ranna – Auerbach                                                           |                                     | 1435           | 1           | 8          | abgebaut      | abgebaut                | |
| 1983          | Röttingen – Schäftersheim                                                  |                                     | 1435           | 1           | 6          | abgebaut      | abgebaut                | Gleisbett nicht mehr vorhanden, inzwischen auch entwidmet                                                         |
| 1983          | Thurnau – Drossenfeld                                                      |                                     | 1435           | 1           | 10         | abgebaut      | abgebaut                | |
| 31. Mai 1981  | Mertingen Bf – Wertingen                                                   | Mertingen–Wertingen                 | 1435           | 1           | 17,0       | außer Betrieb | abgebaut                | Reaktivierung in Prüfung                                                                                          |
| 31. Mai 1981  | Nördlingen – Wemding                                                       | Nördlingen–Wemding                  | 1435           | 1           | 17,3       | außer Betrieb | abgebaut                | |
| 25. Sep. 1981 | Deggendorf Hbf – Eging                                                     | Deggendorf–Kalteneck                | 1435           | 1           | 33,1       | Güterverkehr  |                         | Radweg |
| 30. Apr. 1982 | Passau – Freyung                                                           | Passau–Freyung                      | 1435           | 1           | 49,5       | Güterverkehr  |                         | reaktiviert im Freizeitverkehr: * ab 12. September 2010 Waldkirchen–Freyung * ab 15. Juli 2011 Waldkirchen–Passau |
| 24. Sep. 1982 | Markt Wald – Ettringen                                                     | Gessertshausen–Türkheim             | 1435           | 1           | 7,2        | außer Betrieb | außer Betrieb           | Reaktivierung geplant                                                                                             |
| 18. Apr. 1983 | Sibratshofen – Isny                                                        | Kempten–Isny                        | 1435           | 1           | 9,0        | abgebaut      | abgebaut                | |
| 23. Sep. 1983 | Deggendorf – Metten                                                        | Deggendorf–Metten                   | 1435           | 1           | 4,2        | abgebaut      | abgebaut                | Teilweise Radweg                                                                                                  |
| 1. Juni 1984  | Creidlitz – Großheirath                                                    | Creidlitz–Rossach                   | 1435           | 1           | 6,4        | Güterverkehr  |                         | |
| 1. Juni 1984  | Großheirath – Rossach                                                      | Creidlitz–Rossach                   | 1435           | 1           | 1,7        | außer Betrieb | abgebaut                | |
| 1. Juni 1984  | Regensburg-Wutzlhofen–Falkenstein                                          | Regensburg–Falkenstein              | 1435           | 1           | 35,5       | abgebaut      | abgebaut                | |
| 2. Juni 1984  | Landsberg – Schongau                                                       | Landsberg am Lech–Schongau          | 1435           | 1           | 28,7       | Güterverkehr  |                         | |
| 28. Sep. 1984 | Erlangen-Bruck – Frauenaurach – Herzogenaurach                             | Erlangen-Bruck–Herzogenaurach       | 1435           | 1           | 2,4        | Güterverkehr  | Güterverkehr            | bis Frauenaurach Güterverkehr zur Lände Erlangen                                                                  |
| 28. Sep. 1984 | Frauenaurach – Herzogenaurach                                              | Erlangen-Bruck–Herzogenaurach       | 1435           | 1           | 8,7        | außer Betrieb | abgebaut ab Hauptendorf | |
| 28. Sep. 1984 | Forchheim – Hemhofen                                                       | Forchheim–Höchstadt (Aisch)         | 1435           | 1           | 11,8       | Güterverkehr  | abgebaut                | |
| 28. Sep. 1984 | Hemhofen – Höchstadt                                                       | Forchheim–Höchstadt (Aisch)         | 1435           | 1           | 10,9       | außer Betrieb | abgebaut                | |
| 28. Sep. 1984 | Steinburg – Miltach                                                        | Straubing–Miltach                   | 1435           | 1           | 29,4       | abgebaut      | abgebaut                | |
| 30. Sep. 1984 | Kempten – Sibratshofen                                                     | Kempten–Isny                        | 1435           | 1           | 27,9       | abgebaut      | abgebaut                | |
| 31. Mai 1985  | Bamberg – Bruckertshof                                                     | Bamberg–Scheßlitz                   | 1435           | 1           | 2,8        | Güterverkehr  |                         | |
| 31. Mai 1985  | Bruckertshof – Scheßlitz                                                   | Bamberg–Scheßlitz                   | 1435           | 1           | 10,9       | abgebaut      | abgebaut                | |
| 31. Mai 1985  | Nördlingen – Dombühl                                                       | Nördlingen–Dombühl                  | 1435           | 1           |            | Güterverkehr  |                         | |
| 28. Sep. 1985 | Wasserburg Bf – Mühldorf                                                   | Rosenheim–Mühldorf                  | 1435           | 1           | 36,0       | in Betrieb    |                         | wegen Brückenschaden, reaktiviert seit 28. Mai 1994                                                               |
| 28. Sep. 1985 | Nördlingen – Gunzenhausen                                                  | Nördlingen–Gunzenhausen             | 1435           | 1           |            | Güterverkehr  |                         | seit 2003 Museumsbetrieb, 2019 SPNV zwischen Gunzenhausen und Wassertrüdingen anlässlich der Landesgartenschau    |
| 21. Jan. 1986 | Neusäß – Welden                                                            | Augsburg–Welden                     | 1435           | 1           | 18,8       | abgebaut      | abgebaut                | Zwischen Neusäß und Welden wurde ein durchgängiger Radweg errichtet.                                              |
| 30. Mai 1986  | Wiesau – Waldsassen                                                        | Wiesau–Eger                         | 1435           | 1           | 14,3       | außer Betrieb | abgebaut                | |
| 26. Sep. 1986 | Holenbrunn – Selb Stadt                                                    | Holenbrunn–Selb                     | 1435           | 1           | 22,8       | außer Betrieb |                         | |
| 26. Sep. 1986 | Nürnberg-Stein – Großhabersdorf                                            | Nürnberg-Stein–Unternbibert-Rügland | 1435           | 1           | 18,5       |               | abgebaut                | |
| 29. Sep. 1986 | Bogen Ost – Steinburg                                                      | Straubing–Miltach                   | 1435           | 1           | 7,3        | abgebaut      | abgebaut                | |
| 9. Jan. 1987  | Ettringen – Türkheim                                                       | Gessertshausen–Türkheim             | 1435           | 1           | 8,2        | Güterverkehr  | Güterverkehr            | Reaktivierung geplant                                                                                             |
| 3. Apr. 1987  | Wasserburg (Inn) Bf – Wasserburg (Inn) Stadt                               | Wasserburg Bahnhof–Wasserburg Stadt | 1435           | 1           | 4,4        | außer Betrieb | außer Betrieb           | wegen Hangrutsch, abgebaut im Bereich Wasserburg Stadt, Reaktivierung vorerst gescheitert                         |
| 29. Mai 1987  | Gerolzhofen – Schweinfurt Hbf                                              | Kitzingen–Schweinfurt               | 1435           | 1           | 19,9       | Güterverkehr  |                         | |
| 25. Sep. 1987 | Neumarkt (Oberpfalz) – Greißelbach                                         | Neumarkt–Dietfurt                   | 1435           | 1           | 7,5        | Güterverkehr  |                         | |
| 25. Sep. 1987 | Greißelbach – Beilngries                                                   | Neumarkt–Dietfurt                   | 1435           | 1           | 19,5       | abgebaut      | abgebaut                | |
| 26. Sep. 1987 | Nürnberg-Dutzendteich – Nürnberg Rbf Ausfahrt                              | Ringbahn Nürnberg                   | 1435           |             | 8,7        |               | Güterverkehr            | |
| 27. Mai 1988  | Jossa – Wildflecken                                                        | Bahnstrecke Jossa–Wildflecken       | 1435           | 1           | 30,7       | Güterverkehr  | abgebaut                | |
| 27. Mai 1988  | Ebern – Maroldsweisach                                                     | Breitengüßbach–Maroldsweisach       | 1435           | 1           | 15,5       | Güterverkehr  | abgebaut                | als Radweg umgebaut                                                                                               |
| 27. Mai 1988  | Saal – Kelheim                                                             | Saal–Kelheim                        | 1435           | 1           | 4,6        | außer Betrieb | abgebaut                | |
| 8. Juli 1988  | München-Moosach/München-Johanneskirchen – München-Olympiastadion           | Münchner Nordring                   | 1435           |             |            | Güterverkehr  | Güterverkehr            | Abzweig Olympiastadion teilweise abgebaut, zuvor nur Bedarfsverkehr, Station Olympiastadion unter Denkmalschutz   |
| 26. Mai 1989  | Bad Neustadt (Saale) – Bischofsheim                                        | Bad Neustadt–Bischofsheim           | 1435           | 1           | 18,9       | abgebaut      | abgebaut                | |
| 22. Sep. 1989 | Wiesau – Tirschenreuth                                                     | Wiesau–Bärnau                       | 1435           | 1           | 11,0       | Güterverkehr  | abgebaut                | |

### 1990er Jahre
| Datum         | Streckenabschnitt           | Strecke                    | Spur- weite mm | G l e i s e | Länge (km) | Zustand 2000  | Zustand 2020 | Bemerkung                                      |
| ------------- | --------------------------- | -------------------------- | -------------- | ----------- | ---------- | ------------- | ------------ | ---------------------------------------------- |
| 2. Feb. 1991  | Blaibach – Viechtach        | Blaibach–Gotteszell        | 1435           | 1           | 14,8       | abgebaut      | abgebaut     |                                                |
| 30. Apr. 1991 | Viechtach – Gotteszell      | Blaibach–Gotteszell        | 1435           | 1           | 24,8       | Güterverkehr  |              | seit 2016 Probebetrieb                         |
| 31. Mai 1991  | Gessertshausen – Fischach   | Gessertshausen–Türkheim    | 1435           | 1           | 8,0        | Güterverkehr  | Güterverkehr | Reaktivierung geplant, Sonderfahrten           |
| 31. Mai 1991  | Fischach – Markt Wald       | Gessertshausen–Türkheim    | 1435           | 1           | 19,0       | außer Betrieb |              | zeitweise Sonderfahrten, Reaktivierung geplant |
| 29. Mai 1992  | Neustadt (Waldnaab) – Floß  | Neustadt (Waldnaab)–Eslarn | 1435           | 1           | 09,9       | außer Betrieb | abgebaut     |                                                |
| 31. Dez. 1992 | Weidenberg – Warmensteinach | Bayreuth–Warmensteinach    | 1435           | 1           | 09,0       | außer Betrieb | abgebaut     |                                                |
| 3. Sep. 1993  | Thurnau – Kulmbach          | Bayreuth Altstadt–Kulmbach | 1435           | 1           | 15,9       | abgebaut      | abgebaut     |                                                |
| 27. Mai 1994  | Bogen – Bogen Ost           | Straubing–Miltach          | 1435           | 1           | 02,1       | abgebaut      | abgebaut     |                                                |
| 12. Mai 1995  | Ingolstadt Hbf – Zuchering  | Augsburg–Ingolstadt        | 1435           | 1           | 05,7       | abgebaut      | abgebaut     | Trasse verlegt                                 |
| 26. Mai 1995  | Ingolstadt Hbf – Weichering | Ingolstadt–Neuoffingen     | 1435           | 1           | 09,3       | abgebaut      | abgebaut     | Neutrassierung                                 |
| 28. Juli 1995 | Hassfurt – Hofheim          | Hassfurt–Hofheim           | 1435           | 1           | 15,5       | abgebaut      | abgebaut     |                                                |

## Streckenstilllegungen

### Vor 1950
| Datum         | Streckenabschnitt                       | Strecke                                                         | Spur- weite mm | G l e i s e | Länge (km) | Zustand 2000 | Zustand 2020 | Bemerkung      |
| ------------- | --------------------------------------- | --------------------------------------------------------------- | -------------- | ----------- | ---------- | ------------ | ------------ | -------------- |
| 31. Okt. 1922 | Nürnberg – Fürth                        | Ludwigseisenbahn                                                | 1435           | 1           | 6,0        | abgebaut     | abgebaut     | Trasse verlegt |
| 2. Okt. 1938  | Berchtesgaden – Hangender Stein         | Berchtesgaden Hauptbahnhof-Hangender Stein-Gröding (Österreich) | 1435           | 1           | 12,6       | abgebaut     | abgebaut     |                |
| 1947          | Ingolstädter Straße – München-Schwabing | München-Milbertshofen–München-Schwabing                         | 1435           | 1           | 2,6        | abgebaut     | abgebaut     | [ 3 ]          |
| 1949          | Steinwerk – Olching Ost                 | Steinwerk–München-Trudering                                     | 1435           | 1           | 6,8        | abgebaut     | abgebaut     | [ 4 ]          |
| 1949          | Abzw Nordost – Feldkirchen (b München)  | Abzw Nordost–Feldkirchen                                        | 1435           | 1           | 7,7        | abgebaut     | abgebaut     | [ 4 ]          |
| 31. Dez. 1949 | Wallersdorf – Münchshöfen               | Wallersdorf–Münchshöfen                                         | 1000           | 1           | 7,7        | abgebaut     | abgebaut     |                |

### 1950er Jahre
| Datum        | Streckenabschnitt                                 | Strecke       | Spur- weite mm | G l e i s e | Länge (km) | Zustand 2000 | Zustand 2020 | Bemerkung |
| ------------ | ------------------------------------------------- | ------------- | -------------- | ----------- | ---------- | ------------ | ------------ | --------- |
| 31. Mai 1959 | Beuerberg – Bichl                                 | München–Bichl | 1435           | 1           | 13,7       | abgebaut     | abgebaut     |           |
| 31. Mai 1959 | Regensburg-Reinhausen – Regensburg Walhallastraße | Walhallabahn  | 1000           | 1           | 2,2        | abgebaut     | abgebaut     |           |

### 1960er Jahre
| Datum         | Streckenabschnitt                                 | Strecke                 | Spur- weite mm | G l e i s e | Länge (km) | Zustand 2000 | Zustand 2020 | Bemerkung                                       |
| ------------- | ------------------------------------------------- | ----------------------- | -------------- | ----------- | ---------- | ------------ | ------------ | ----------------------------------------------- |
| 1. Feb. 1960  | Feucht – Wendelstein                              | Feucht–Wendelstein      | 1435           | 1           | 5,3        | abgebaut     | abgebaut     |                                                 |
| 1. Mai 1966   | Berchtesgaden Königsseer Bf – Königssee (Oberbay) | Berchtesgaden–Königssee | 1435           | 1           | 4,3        | abgebaut     | abgebaut     |                                                 |
| 31. Dez. 1968 | Regensburg-Walhallastraße – Wörth (Donau)         | Walhallabahn            | 1000           | 1           | 20,3       | abgebaut     | abgebaut     |                                                 |
| 1. Juni 1969  | Simbach (Inn) – Tutting                           | Simbach–Pocking         | 1435           | 1           | 19,5       | abgebaut     | abgebaut     | Teile der Trasse soll für die A94 umgebaut sein |

### 1970er Jahre
| Datum         | Streckenabschnitt                     | Strecke                             | Spur- weite mm | G l e i s e | Länge (km) | Zustand 2000 | Zustand 2020 | Bemerkung                                      |
| ------------- | ------------------------------------- | ----------------------------------- | -------------- | ----------- | ---------- | ------------ | ------------ | ---------------------------------------------- |
| 1. Jan. 1970  | Rotthalmünster – Kößlarn              | Tutting–Kößlarn                     | 1435           | 1           | 6,2        | abgebaut     | abgebaut     | Radweg                                         |
| 25. Sep. 1971 | Rothenburg ob der Tauber – Dombühl    | Steinach bei Rothenburg–Dombühl     | 1435           | 1           | 25,6       | abgebaut     | abgebaut     | Radweg                                         |
| 25. Sep. 1971 | Münchberg – Zell (Oberfr)             | Münchberg–Zell                      | 1435           | 1           | 10,2       | abgebaut     | abgebaut     |                                                |
| 25. Sep. 1971 | Großhabersdorf – Unternbibert-Rügland | Nürnberg-Stein–Unternbibert-Rügland | 1435           | 1           | 14,3       | abgebaut     | abgebaut     |                                                |
| 28. Mai 1972  | Floß – Flossenbürg                    | Floß–Flossenbürg                    | 1435           | 1           | 06,2       | abgebaut     | abgebaut     | [ 1 ] [ 2 ]                                    |
| 3. Juni 1973  | Tittling Markt – Kalteneck            | Deggendorf–Kalteneck                | 1435           | 1           | 8,4        | abgebaut     | abgebaut     | Radweg                                         |
| 30. Sep. 1973 | Altmannstein – Riedenburg             | Ingolstadt–Riedenburg               | 1435           | 1           | 10,4       | abgebaut     | abgebaut     |                                                |
| 1. Feb. 1974  | Isen – Haag (Oberbay)                 | Thann-Matzbach–Haag                 | 1435           | 1           | 11,5       | abgebaut     | abgebaut     | das Endstück der Trasse wurde zur B12 umgebaut |
| 31. Dez. 1975 | Haidmühle – Jandelsbrunn              | Waldkirchen–Haidmühle               | 1435           | 1           | 16,8       | abgebaut     | abgebaut     |                                                |

### 1980er Jahre
| Datum         | Streckenabschnitt                           | Strecke                                   | Spur- weite mm | G l e i s e | Länge (km) | Zustand 2000  | Zustand 2020 | Bemerkung |
| ------------- | ------------------------------------------- | ----------------------------------------- | -------------- | ----------- | ---------- | ------------- | ------------ | --------- |
| 28. Sep. 1984 | Steinburg – Miltach                         | Straubing–Miltach                         | 1435           | 1           | 29,5       | abgebaut      | abgebaut     |           |
| 1. Juni 1985  | Wenzenbach – Falkenstein (Oberpf)           | Regensburg–Falkenstein                    | 1435           | 1           | 30,2       | abgebaut      | abgebaut     |           |
| 27. Sep. 1986 | Regensburg-Wutzlhofen – Wenzenbach          | Regensburg–Falkenstein                    | 1435           | 1           | 5,2        | abgebaut      | abgebaut     |           |
| 1. Nov. 1987  | km 2,4 – München-Schwabing                  | München-Freimann–München-Schwabing        | 1435           | 1           | 1,2        | abgebaut      | abgebaut     | [ 6 ]     |
| 1. März 1989  | Oberwiesenfeld Ost – München Olympiastadion | Oberwiesenfeld Ost–München Olympiastadion | 1435           | 1           | 0,4        | außer Betrieb | abgebaut     | [ 7 ]     |

### 1990er Jahre
| Datum         | Streckenabschnitt                                    | Strecke                                | Spur- weite mm | G l e i s e | Länge (km) | Zustand 2000  | Zustand 2020  | Bemerkung |
| ------------- | ---------------------------------------------------- | -------------------------------------- | -------------- | ----------- | ---------- | ------------- | ------------- | --- |
| 2. Feb. 1991  | Viechtach – Blaibach                                 | Gotteszell–Blaibach                    | 1435           | 1           | 15,0       | abgebaut      | abgebaut      | |
| 29. Sep. 1991 | München-Oberwiesenfeld West – München Olympiastadion | München-Moosach–München Olympiastadion | 1435           | 1           | 0,4        | Güterverkehr  | außer Betrieb | Umwandlung in Bahnhofsgleis |
| 31. Dez. 1991 | Thann-Matzbach – Isen                                | Thann-Matzbach–Haag                    | 1435           | 1           | 6,6        | abgebaut      | abgebaut      | Teilweise Radweg und als B12 weiter geführt |
| 1. Aug. 1993  | Deggendorf Hbf – Metten                              | Deggendorf–Metten                      | 1435           | 1           | 4,2        | abgebaut      | abgebaut      | Teilweise Radweg |
| 27. Sep. 1993 | Dorfen Bahnhof – Velden (Vils)                       | Dorfen–Velden                          | 1435           | 1           | 20,5       | abgebaut      | abgebaut      | Radweg |
| 31. Dez. 1993 | Falls – Gefrees                                      | Falls–Gefrees                          | 1435           | 1           | 5,3        | abgebaut      | abgebaut      | (wegen Ausbau der Bundesautobahn 9) |
| 1. Okt. 1994  | Waldkirchen (Niederbay) – Jandelsbrunn               | Waldkirchen–Jandelsbrunn               | 1435           | 1           | 8,5        | außer Betrieb | abgebaut      | |
| 2. Apr. 1995  | Eging – Tittling Markt                               | Deggendorf–Kalteneck                   | 1435           | 1           | 12,3       | abgebaut      | abgebaut      | Radweg |
| 1. Sep. 1995  | Konzell – Streifenau – Miltach                       | Straubing–Miltach                      | 1435           | 1           | 11,3       | abgebaut      | abgebaut      | |
| 1. Sep. 1995  | Großheirath – Rossach                                | Creidlitz–Rossach                      | 1435           | 1           | 1,7        | außer Betrieb | abgebaut      | |
| 1. Sep. 1995  | München-Freimann – km 2,4                            | München-Freimann–München-Schwabing     | 1435           | 1           | 2,4        |               | abgebaut      | [ 6 ] |
| 1. Jan. 1996  | Tutting – Rotthalmünster                             | Tutting–Rotthalmünster                 | 1435           | 1           | 3,6        | abgebaut      | abgebaut      | |
| 1. Jan. 1996  | Kellmünz – Babenhausen (Schwab)                      | Kellmünz–Babenhausen                   | 1435           | 1           | 10,3       | außer Betrieb | abgebaut      | |
| 1. Jan. 1996  | Nördlingen – Wemding                                 | Nördlingen–Wemding                     | 1435           | 1           | 17,3       | außer Betrieb | abgebaut      | |
| 1. Jan. 1996  | Bad Endorf (Oberbay) – Obing                         | Bad Endorf–Obing                       | 1435           | 1           | 18,5       | Güterverkehr  | Freizeitv.    | reaktiviert im Freizeitverkehr 2006 |
| 1. Jan. 1996  | Wolnzach Markt – Mainburg                            | Wolnzach–Mainburg                      | 1435           | 1           | 18,1       | außer Betrieb | abgebaut      | Güterverkehr von Streckenabschnitt 0,0 bis 8,0 vorhanden; abschnittsweise Radweg östlich davon                                                                                            |
| 1. Jan. 1996  | Ungerhausen – Ottobeuren                             | Ungerhausen–Ottobeuren                 | 1435           | 1           | 10,7       | Güterverkehr  | abgebaut      | |
| 1. März 1998  | Saal (Donau) – Kelheim                               | Saal (Donau)–Kelheim                   | 1435           | 1           | 4,6        | außer Betrieb | außer Betrieb | |
| 30. Sep. 1999 | Hilpoltstein (Streckenkilometer 12,7) – Thalmässing  | Bahnstrecke Roth–Greding               | 1435           | 1           | 14,7       | außer Betrieb | abgebaut      | |
| 15. Okt. 1999 | Landshut (Bay) Hbf – Rottenburg (Laaber)             | Landshut–Rottenburg (Laaber)           | 1435           | 1           | 27,5       | Güterverkehr  |               | von Landshut bis Unterneuhausen ist seit 2011 Freizeitverkehr, wurde seit 2020 wieder eingestellt weil eine Brücke bei Pfettrach beschädigt ist, Reaktivierung ist vorerst noch im Streit |

### 2000er Jahre
| Datum         | Streckenabschnitt                                               | Strecke                    | Spur- weite mm | G l e i s e | Länge (km) | Zustand 2000 | Zustand 2020      | Bemerkung |
| ------------- | --------------------------------------------------------------- | -------------------------- | -------------- | ----------- | ---------- | ------------ | ----------------- | --- |
| 31. Juli 2001 | Creidlitz – Großheirath                                         | Creidlitz–Rossach          | 1435           | 1           | 6,4        | Güterverkehr | abgebaut          | |
| 15. Dez. 2001 | Dinkelscherben – Thannhausen (Schwab)                           | Dinkelscherben–Thannhausen | 1435           | 1           | 13,9       | Güterverkehr | abgebaut          | |
| 1. Dez. 2002  | Hilpoltstein (Einkürzung des Bahnhofs von km 12,7 bis ca. 11,1) | Bahnstrecke Roth–Greding   | 1435           | 1           | 1,6        | Güterverkehr | abgebaut          | Güterverkehr wurde zum 31. Dezember 2001 eingestellt, genauer Zeitpunkt der Infrastruktur-Stilllegung unklar                                                                 |
| 1. Sep. 2002  | Hengersberg – Eging                                             | Deggendorf–Kalteneck       | 1435           | 1           | 21,7       | Güterverkehr | abgebaut          | Radweg |
| 1. Juli 2003  | Tutting – Pocking                                               | Simbach–Pocking            | 1435           | 1           | 8,9        | Güterverkehr | abgebaut          | soll für die A 94 umgebaut werden |
| 1. Apr. 2005  | Passau Hbf – Freyung                                            | Passau–Freyung             | 1435           | 1           | 49,5       | Güterverkehr | Freizeit- verkehr | Wiederinbetriebnahme: * ab 12. September 2010 Waldkirchen–Freyung * ab 15. Juli 2011 Waldkirchen–Passau                                                                      |
| 1. Apr. 2005  | Forchheim (Oberfr) – Hemhofen                                   | Forchheim–Höchstadt        | 1435           | 1           | 11,8       | Güterverkehr | abgebaut          | |
| 25. Jan. 2019 | Nördlingen – Dombühl                                            | Nördlingen–Dombühl         | 1435           | 1           | 54,4       | Güterverkehr | GV/ruhend         | seit Mai 2020 im Abschnitt zwischen Nördlingen und Wilburgstetten wieder Güterverkehr Reaktivierung Restabschnitt Wilburgstetten-Dombühl im Personenverkehr bis 2024 geplant |